# Artéria gástrica direita
A artéria gástrica direita (ou artéria pilórica) sai da artéria hepática própria, sobre o piloro, passando da direita para a esquerda ao longo da curvatura menor do estômago, suprindo-o com seus ramos e anastomosando-se com a artéria gástrica esquerda.